# 改 -KAI-
改 -KAI- é um álbum de remixes lançado pela banda Dir en grey em 22 de agosto de 2001. Os remixes foram feitos por membros da banda e outros artistas, sendo que a maioria já havia sido lançada como b-side de singles.

## Faixas
| N.º | Título                                                            | Remixador(es)                     | Duração |  |
| 1.  | "Hydra Buzzout Mix"                                               | Munenori Takada, Ayumi Yasui      | 6:08    |  |
| 2.  | "Rasetsukoku Za Downtown Funkmaster Remix"                        | Bananaice                         | 6:23    |  |
| 3.  | "Taiyou no Ao -Mix®-"                                             | Toshiya                           | 4:21    |  |
| 4.  | "304 Goushitsu, Hakushi no Sakura Sub Dub Mix"                    | DJ Chan-K                         | 6:54    |  |
| 5.  | "Ain't Afraid to Die ~With Frosted Ambience~"                     | Die                               | 5:47    |  |
| 6.  | "egniryS cimredopyH +) An Injection PCM Re-Constructed Attack"    | Phab Com Masters                  | 6:37    |  |
| 7.  | "Macabre -Sanagi no Yume wa Ageha no Hane- Tears of Scorpion Mix" | Munenori Takada, Shuichi Ikebuchi | 6:25    |  |
| 8.  | "Myaku [8½ Convert]"                                              | Kaoru                             | 4:24    |  |
| 9.  | "Wake Susumu Yokota Remix"                                        | Susumu Yokota                     | 3:35    |  |
| 10. | "Ain't Afraid to Die Irrésistible Mix"                            | Shinya                            | 6:14    |  |
| 11. | "Raison Detre Nanago Mix"                                         | DJ Chan-K                         | 5:46    |  |
| 12. | "[KR] Cube -K.K. Vomit Mix-"                                      | Kyo                               | 2:30    |  |
| 13. | "Hotarubi The Name of the Rose Mix"                               |                                   | 6:11    |  |